# Polianka (métro de Moscou)
Polianka (en russe : Поля́нка et en anglais : Polyanka) est une station de la ligne Serpoukhovsko-Timiriazevskaïa (ligne 9 grise) du métro de Moscou, située sur le territoire de l'arrondissement Iakimanka dans le district administratif central de Moscou.

## Situation sur le réseau
Établie en souterrain, à 37 mètres sous le niveau du sol, la station Polianka est située au point 36+32 de la ligne Serpoukhovsko-Timiriazevskaïa (ligne 9 grise), entre les stations Borovitskaïa (en direction de Altoufievo) et Serpoukhovskaïa (en direction de Boulvar Dmitria Donskogo).